# Krystal Vaughn
Krystal Lynette Vaughn (ur. 8 września 1986 w Baltimore) – amerykańska koszykarka występująca na pozycji niskiej skrzydłowej, obecnie zawodniczka Rutronik Stars Keltern.
W 2010 spędziła obóz szkoleniowy z San Antonio Silver Stars.
10 lipca 2019 została zawodniczką Wisły Can-Pack Kraków. 3 stycznia 2020 opuściła klub i dołączyła do niemieckiego Rutronik Stars Keltern, jeszcze tego samego dnia.

## Osiągnięcia
Stan na 7 stycznia 2020, na podstawie, o ile nie zaznaczono inaczej.
NCAA
- Zaliczona do:
  - I składu CAA (2008)
  - II składu:
    - CAA (2007)
    - All-State (2007 przez Richmond Times)

Klubowe
- Mistrzyni Finlandii (2011)[6]
- 3. miejsce:
  - podczas mistrzostw Czech (2018)[7]
  - w Pucharze Czech (2017)[8]

Indywidualne
(* – nagrody przyznane przez portal eurobasket.com)
- Najlepsza zawodniczka*:
  - zagraniczna ligi czeskiej (2017)*[8]
  - występująca na pozycji obronnej (2011)[6]
- Zaliczona do*:
  - I składu:
    - ligi:
      - czeskiej (2016–2018)[9][8][7]
      - fińskiej (2011)[6]

    - zawodniczek:
      - zagranicznych ligi:
        - czeskiej (2016, 2017)[9][8]
        - fińskiej (2011)[6]
        - II ligi francuskiej (2015)[10]

      - krajowych ligi czeskiej (2018)[7]

    - defensywnego ligi fińskiej (2011)[6]

  - II składu:
    - ligi:
      - włoskiej (2019)[11]
      - niemieckiej (2012)[12]

    - II ligi francuskiej (2015)[10]
- Liderka:
  - strzelczyń ligi czeskiej (2016–2018)
  - w zbiórkach II ligi francuskiej (2015)[10]